# Совки (птицы)
Со́вки (лат. Otus, от др.-греч. ὦτος, предположительно ушастая сова, от οὖς/ὠτός «ухо») — род птиц из семейства совиных.

## Описание
У всех совок неполный лицевой диск, довольно большие перьевые «ушки», голые или с жёсткими щетинками пальцы. Они имеют рыжеватый, буроватый или сероватый с пестринами окрас, который хорошо маскирует совок на дереве. Все совки плотно сложены; цевка короткая, средний палец ноги длиннее внутреннего, с когтем, не имеющем зазубрин. Яйца представителей рода округлые, белого цвета.

## Ареал
Виды совок распространены в Европе, Азии (кроме Севера), Африке, Америке (кроме крайнего Севера и Юга). В Европе распространён представитель рода — сплюшка. В России, помимо сплюшки, на Дальнем Востоке представлены также восточная и ошейниковая совки. В странах Средней Азии и Казахстане — пустынная совка.

## Список видов
В последние годы из состава рода Otus были исключены виды, обитающие в Северной и Южной Америке, сейчас выделенные в отдельный род Megascops на основе морфологических и генетических отличий и особенностей вокализации. В настоящее время Международный союз орнитологов относит к роду Otus 60 видов:
- Красноухая совка (Otus gurneyi)
- Белолобая совка (Otus sagittatus)
- Красноватая совка (Otus rufescens)
- Otus thilohoffmanni
- Желтоклювая совка (Otus icterorhynchus)
- Кенийская совка (Otus ireneae)
- Андаманская совка (Otus balli)
- Флоресская совка (Otus alfredi)
- Пятнистая совка (Otus spilocephalus)
- Otus angelinae
- Otus mirus
- Otus longicornis
- Otus mindorensis
- Otus madagascariensis
- Мадагаскарская совка (Otus rutilus)
- Otus mayottensis
- Otus pauliani
- Otus capnodes
- Otus moheliensis
- † Otus grucheti
- † Otus sauzieri
- † Родригесский сычик (Otus murivorus)
- Буланая совка, или пустынная совка (Otus brucei)
- Otus pamelae
- Сплюшка (Otus scops)
- Otus cyprius
- Otus bikegila[4]
- Otus pembaensis
- Otus hartlaubi
- Африканская совка (Otus senegalensis)
- Otus feae
- Otus socotranus
- Восточная совка (Otus sunia)
- Otus elegans
- Otus magicus
- Otus tempestatis
- Otus sulaensis
- Otus beccarii
- Индонезийская совка (Otus manadensis)
- Otus mendeni
- Otus siaoensis
- Otus collari
- Otus mantananensis
- Сейшельская совка (Otus insularis)
- Otus alius
- Otus umbra
- Otus enganensis
- Otus mentawi
- Малайская совка (Otus brookii)
- Ошейниковая совка (Otus bakkamoena)
- Otus lettia
- Otus semitorques
- Otus lempiji
- Otus megalotis
- Otus nigrorum
- Otus everetti
- Otus fuliginosus
- Совка Уоллеса (Otus silvicola)
- Otus jolandae
- Otus podarginus

Кроме того, в род иногда помещают ещё два вымерших вида:
- † Otus mauli (вымер примерно в XV веке)[5]
- † Otus frutuosoi (вымер примерно в XV веке)[6]